# Cappella di San Benedetto Giuseppe Labre ai Monti
La cappella di San Benedetto Giuseppe Labre ai Monti è una piccola cappella che si trova in un edificio al numero 2 di via dei Serpenti, nel rione Monti di Roma, nelle vicinanze della chiesa di Santa Maria ai Monti. È dedicata a San Benedetto Giuseppe Labre, che vi morì all'età di 35 anni, nel 1783.

## Storia

### San Benedetto Giuseppe Labre

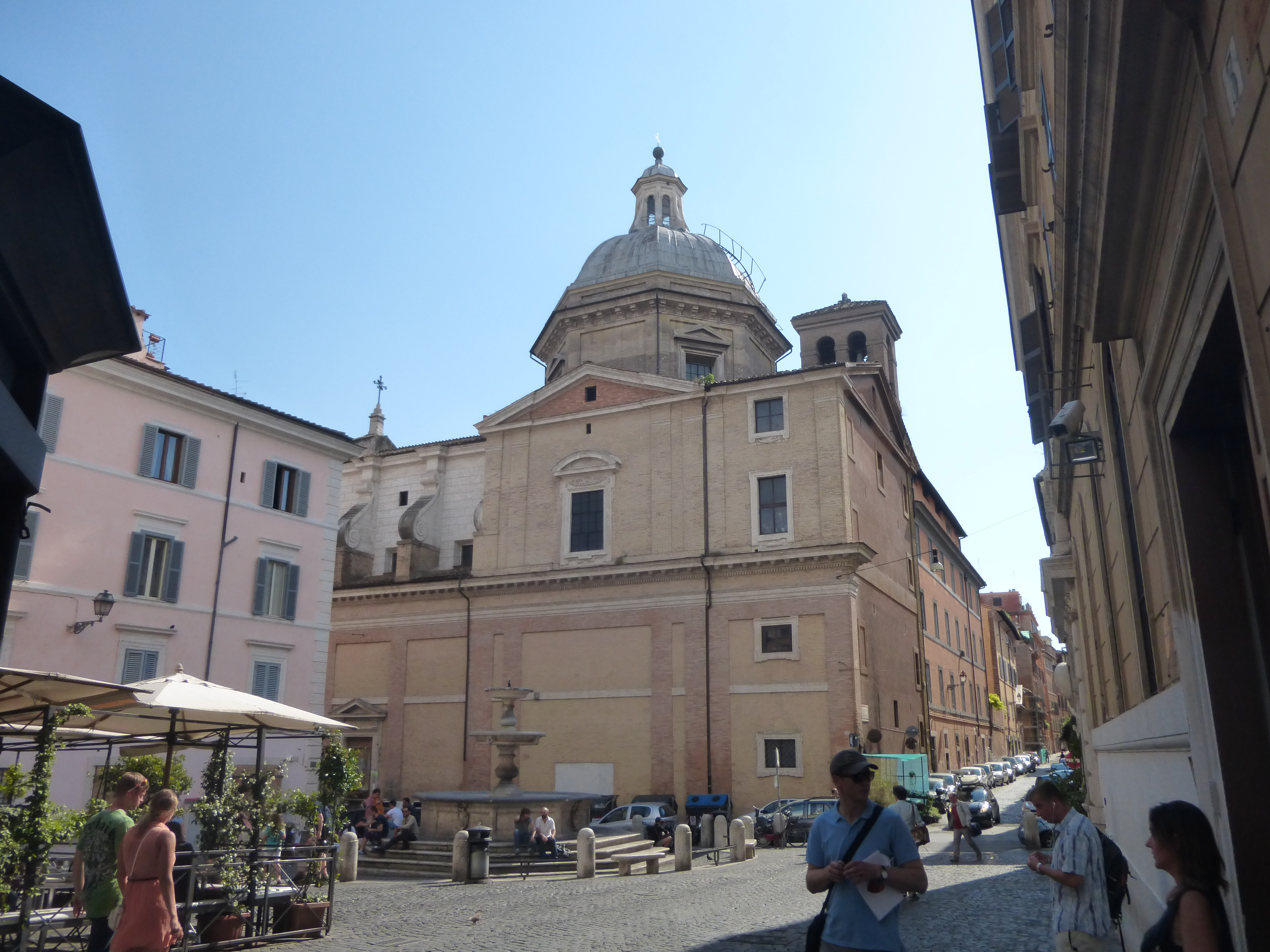
La chiesa di santa Maria ai Monti vista dall'edificio di via dei Serpenti nel quale sorge la cappella.

Benedetto Giuseppe Labre era un pellegrino nato ad Amettes, in Francia, il 26 marzo del 1748, da una famiglia povera e numerosa. Il 3 dicembre del 1770, si recò a Roma per la prima volta e vi si stabilì definitivamente nel 1777, vivendo sotto uno degli archi del Colosseo. Fu un pellegrino, un senzatetto e un mendicante tra le strade di Roma, e probabilmente fu l'esempio più celebre nella Chiesa cattolica di pazzo per Cristo, una figura molto più comune nella Chiesa ortodossa, soprattutto in Russia. Negli ultimi anni della sua vita (conclusasi all'età di trentacinque anni), Benedetto lasciava la città solo per fare un pellegrinaggio annuale al santuario della Santa Casa di Loreto.
Egli era noto ai romani ed era molto amato da loro, venendo soprannominato "il santo delle quaranta ore" (a causa della sua devozione verso l'adorazione eucaristica), e dava quasi tutto il ricavato della sua elemosina ad altri mendicanti. La sua fama era tale che egli era ricercato dai nobili e i cardinali romani, ma, alla fine della sua vita, si trovava in uno stato deplorevole e soffriva la fame. Il 16 aprile del 1783, dopo aver pregato per due ore dinnanzi a un'icona della Vergine Maria a Santa Maria ai Monti, Benedetto svenne e fu portato in una casa vicina, dove morì poco dopo. Al suo funerale parteciparono tutte le classi sociali della Roma dell'epoca e ci fu una grande commozione; il suo corpo venne sepolto nella chiesa di Santa Maria ai Monti.

### Cappella

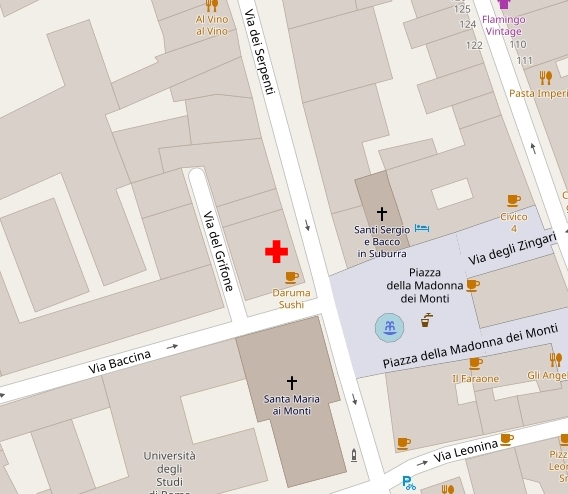
L'ubicazione della cappella in una mappa del 2019.

Il suo culto cominciò subito dopo la morte e il numero dei miracoli attribuiti alla sua intercessione raggiunse le migliaia in pochi mesi. La stanza nella quale morì fu trasformata in un santuario e vi furono conservati gli stracci che indossava quando morì, rimossi dal suo corpo quando venne sepolto. Il luogo continuò a essere il centro principale del suo culto fino alla sua beatificazione, il 20 maggio del 1860. Dopo la sua canonizzazione grazie al papa Leone XIII, il 18 dicembre del 1881, un altare e un gisant del santo furono inaugurati nella chiesa vicina nel 1892.
Nel frattempo, il piccolo santuario ricavato nella stanza nella quale morì fu preservato e oggi è sotto la custodia di un istituto secolare di suore noto come "Oblate apostoliche", fondato nel 1950, a Roma, dal vescovo Guglielmo Giaquinta per il suo Movimento Pro Sanctitate. Le sorelle dell'ordine chiamano i loro conventi "betanie", pertanto la casa oggi è chiamata Betania San Benedetto.

## Descrizione
Oggi il santuario è costituito da una sala-museo e una cappella. La prima sala mostra il letto nel quale morì San Benedetto (tranne il materasso, che si trova nella sua città natale, in Francia) e i suoi magri averi. Nella cappella si trova il luogo dove in origine sorgeva il letto, nell'angolo destro della navata, attualmente occupato da una statua in stucco a grandezza naturale che ritrae il santo in fin di vita. Sopra di essa, sulla parete, c'è un dipinto della Madonna che gli porge una corona o un'aureola, accompagnata da dei putti con delle rose. A fianco del letto c'è una teca con degli ex voto.
Si passa quindi alla cappella vera e propria, separata da questa statua in stucco da un arco trionfale basso. Un altare barocco con un frontone è decorato da una pala d'altare ovale (un tondo) che rappresenta il santo dentro una cornice di raggi di luce. Un paio di armadi con delle reliquie, inclusa una maschera funebre in quello di sinistra, fiancheggiano l'altare. Sullo stesso lato c'è anche un dipinto di San Benedetto in preghiera.
Il luogo è molto ricercato dai pellegrini e vi viene celebrata la messa il 16 aprile, il giorno della festa del santo, alla presenza di molti fedeli. Nella facciata esterna dell'edificio si trova una targa con le seguenti parole: "IN QVESTA CASA / PORTATOVI MORENTE DALLA VICINA CHIESA / DELLA MADONNA DEI MONTI / IL 16 APRILE 1783 / SPIRAVA / SAN BENEDETTO GIVSEPPE LABRE / MIRACOLO DI CARITÀ E DI PENITENZA / APOSTOLICO PELLEGRINO / AI MAGGIORI SANTVARI D'EVROPA / NEL 2° CENTENARIO DELLA NASCITA: AMETTES (BOVLOGNE) / 26 MARZO 1748".